# Alexandre Girard-Bille
Alexandre Girard-Bille, né en 1899 et mort en avril 1961 à Bienne, est un sauteur à ski, fondeur et spécialiste suisse du combiné nordique.

## Biographie
Aux Jeux olympiques d'hiver de 1924, il est huitième en saut à ski, 14e du combiné nordique et 26e du dix-huit kilomètres en ski de fond.

## Palmarès

### Jeux olympiques
| Épreuve / Édition | Chamonix 1924 |
| Saut à ski        | 8e            |
| Combiné nordique  | 14e           |
| Ski de fond 18 km | 26e           |